# آرتور کیننیرد (یازدهمین لرد کیننیرد)
آرتور کیننیرد (انگلیسی: Arthur Kinnaird, 11th Lord Kinnaird; ۱۶ فوریهٔ ۱۸۴۷ – ۳۰ ژانویهٔ ۱۹۲۳) بازیکن فوتبال اهل پادشاهی متحد بریتانیای کبیر و ایرلند بود. وی رئیس اتحادیه فوتبال انگلستان و فوتبالیستی برتر بود.
وی دارنده نشان گل خار نیز بود.

## زندگی
پدر کیننیرد، آرتور کیننیرد (دهمین لرد کیننیرد) قبل از تصاحب کرسی خود در مجلس اعیان، یک بانکدار و نماینده مجلس بود. مادر وی ماری جین کیننیرد بود. وی در لندن متولد شد و در کالج ایتن و کالج ترینیتی (کمبریج) تحصیل کرد و در سال ۱۸۶۹ مدرک لیسانس گرفت. وی کارمند بانک بارکلیز نیز بود.

## زندگی فوتبالی
به عنوان یک بازیکن، کیننیرد سابقه قابل توجهی داشت. او با بازی در فینال دوم جام حذفی فوتبال انگلستان در سال ۱۸۷۳، در هشت فینال دیگر نیز شرکت کرد - در مجموع ۹ فینال بی نظیر است. وی سه بار با واندررز و دو بار با اُلد ایتونیانز فاتح این رقابت‌ها شد و با ایستادن روی سر خود در مقابل تماشاگران پنجمین پیروزی قهرمانی خود را جشن گرفت.

## افتخارات
باشگاه فوتبال واندررز
- قهرمان جام حذفی فوتبال انگلستان: ۱۸۷۳، ۱۸۷۷، ۱۸۷۸

اُلد ایتونیانز
- قهرمان جام حذفی فوتبال انگلستان: ۱۸۷۹، ۱۸۸۲
- نایب قهرمان جام حذفی فوتبال انگلستان: ۱۸۷۵، ۱۸۷۶، ۱۸۸۱، ۱۸۸۳